# Jef Van de Wiele
Fredegardus Jacobus Josephus (Jef) Van de Wiele (Deurne, 20 juli 1903 - Brugge, 4 september 1979) was een Belgisch nationaalsocialistisch activist, collaborateur en hoofdredacteur van DeVlag.

## Levensloop
Jef van de Wiele was de zoon van August Van de Wiele, burgemeester van Deurne (provincie Antwerpen). Hij promoveerde in 1936 in de Wijsbegeerte en Letteren. In datzelfde jaar werd hij hoofdredacteur van het tijdschrift DeVlag, onderdeel van de Deutsch-Vlämische Arbeitsgemeinschaft, kortweg DeVlag genoemd. Naast het hoofdredacteurschap trad Van de Wiele ook op als organisator van de Vlaams-Duitse Cultuurdagen waar Duitse en Vlaamse DeVlag-leden 'culturele informatie' uitwisselden.
Na de Duitse inval in Polen werden de activiteiten van DeVlag door de Belgische regering opgeschort. Toen België echter bezet werd door de Duitsers kon DeVlag weer van start. Omdat de meeste Vlaamse en Waalse fascisten door de Belgische regering naar Frankrijk waren gedeporteerd, maar dat met Van de Wiele niet het geval was, meldde hij zich direct na de Belgische capitulatie bij de Duitsers en bood zijn diensten als collaborateur aan.  Omdat DeVlag geen politieke partij was, maar een culturele organisatie konden er ook VNV'ers tot DeVlag toetreden, hetgeen aanvankelijk maar mondjesmaat gebeurde.
Na de Duitse inval in de Sovjet-Unie in 1941 maakte hij propaganda om jonge Vlaamse mannen te overtuigen in de Waffen-SS dienst te nemen om aan het oostfront te strijden. DeVlag werkte steeds nauwer samen met de Algemeene-SS Vlaanderen. Geleidelijk aan verdrongen zij het VNV als voornaamste collaboratie-organisatie in Vlaanderen, voornamelijk omdat zij de Duitse politiek onvoorwaardelijk steunden en troepen ronselden. Onder leiding van Robert Verbelen richtten zij een militiegroep op die zich o.a. schuldig maakte aan verschillende moordaanslagen. Jef Van de Wiele was - net als andere DeVlag-aanhangers - voorstander van Vlaamse opname in het Derde Rijk. Als hoofdredacteur van het tijdschrift DeVlag maakte hij zich schuldig aan antisemitisme. Hij citeerde vaak letterlijk de Duitse antisemieten Julius Streicher en Joseph Goebbels. Van de Wiele kende zichzelf een zeer hoge wedde en kostenvergoedingen toe.
Op 30 augustus in 1944, toen de geallieerden de Belgische grens bereikten, riep Van de Wiele de leden van DeVlag op om naar Duitsland te vluchten. Samen met andere collaborateurs werd hij president van de Vlaamsche Landsleiding, een soort nationaalsocialistische Vlaamse regering in ballingschap. Na de Duitse capitulatie (8 mei 1945) liet men Van de Wiele aanvankelijk ongemoeid. Hij werd privéleraar voor de kinderen van een Duitse baron. In december 1945 veroordeelde een Belgische rechtbank hem ter dood. In mei 1946 werd hij door de geallieerden van Duitsland naar België overgebracht. In november 1946 werd het vonnis omgezet in een levenslange gevangenisstraf. In 1963 werd hij vrijgelaten en ging werken voor de vertaaldienst van een Duitse onderneming. Later leefde hij in Nederland, waar hij de aandacht trok door zijn contacten met de weduwe Rost van Tonningen. Hij ging vervolgens in Gent wonen. 
Jef van de Wiele overleed op 76-jarige leeftijd.

## Publicaties
- Op zoek naar een Vaderland, 1942